# Parapsammodius pseudointeger
Parapsammodius pseudointeger är en skalbaggsart som beskrevs av Verdu, Stebnicka och Eduardo Galante 2006. Parapsammodius pseudointeger ingår i släktet Parapsammodius och familjen Aphodiidae. Inga underarter finns listade i Catalogue of Life.